# Erik Rossander
Erik Rossander, född 21 juli 1939 i Engelbrekts församling i Stockholm, är en svensk militär.
Rossander blev officer 1963 och befordrades till kapten vid Norrlands trängregemente 1971 och till major 1974. Han tjänstgjorde i Arméstaben 1975–1978 och var lärare vid Militärhögskolan (MHS) 1978–1983, befordrad till överstelöjtnant 1980. År 1983 blev han överstelöjtnant med särskild tjänsteställning och var bataljonschef vid Göta trängregemente 1983–1984 samt lärare vid Försvarshögskolan 1984–1986. Han befordrades till överste 1986 och var chef för Göta trängregemente 1986–1987. Han var 1987–1993 linjechef vid MHS, 1988 befordrad till överste av första graden och 1988–1993 tillika ställföreträdande chef för MHS. Åren 1993–1999 var han chef för Militära underrättelse- och säkerhetstjänsten i Högkvarteret, befordrad till generalmajor 1994.
Erik Rossander invaldes 1983 som ledamot av Kungliga Krigsvetenskapsakademien och var 2006–2010 akademiens andre styresman.